# 1000-km-Rennen von Spa-Francorchamps 1983

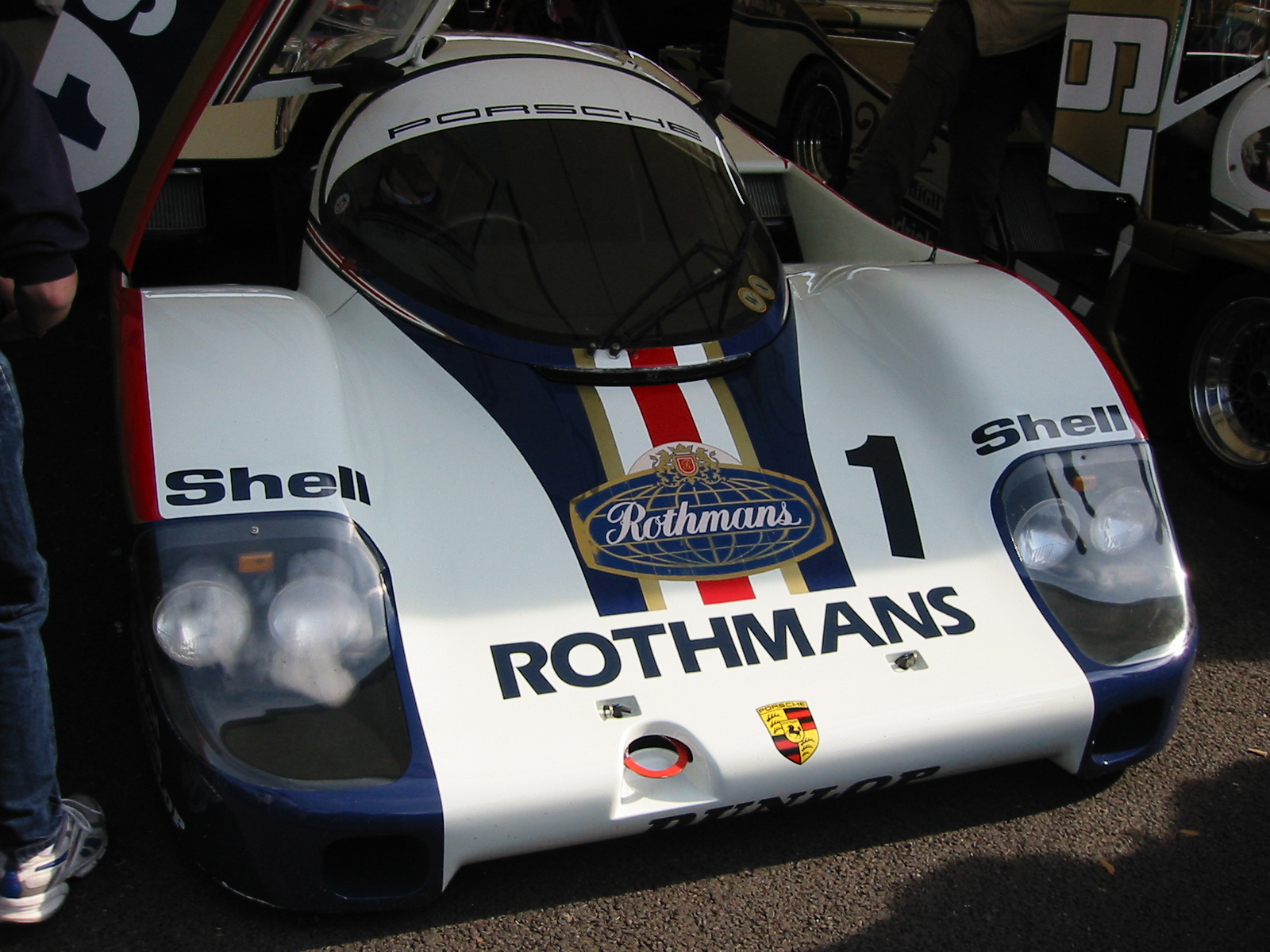
Porsche 956, Siegerwagen von Jochen Mass und Jacky Ickx

Das zwölfte 1000-km-Rennen von Spa-Francorchamps, auch Championnat du Monde d’Endurance (Trophee Diners Club 1000 km Spa), Spa-Francorchamps, fand am 4. September 1983 auf dem Circuit de Spa-Francorchamps statt und war der fünfte Wertungslauf der Sportwagen-Weltmeisterschaft dieses Jahres.

## Das Rennen
1983 wiederholten Jochen Mass und Jacky Ickx ihren Erfolg aus dem Vorjahr. Wie 1982 kam Derek Bell als Gesamtzweiter ins Ziel, diesmal mit Stefan Bellof als Teamkollegen. Bester Nicht-Porsche in der Gesamtwertung war der Lancia LC2 von Paolo Barilla und Giorgio Francia an der sechsten Stelle. Die B-Klasse gewannen Jens Winther, David Mercer und Frank Jelinski im BMW M1.

## Ergebnisse

### Schlussklassement
| 1               | C        | 1  | Rothmans Porsche                  | Jochen Mass Jacky Ickx                                 | Porsche 956    | 144 |
| 2               | C        | 2  | Rothmans Porsche                  | Stefan Bellof Derek Bell                               | Porsche 956    | 144 |
| 3               | C        | 11 | John Fitzpatrick Racing UK        | John Fitzpatrick David Hobbs                           | Porsche 956    | 139 |
| 4               | C        | 33 | Brun Motorsport GmbH              | Hans-Joachim Stuck Walter Brun Harald Grohs            | Porsche 956    | 138 |
| 5               | C        | 18 | Obermaier Racing GmbH             | Axel Plankenhorn Jürgen Lässig Hervé Regout            | Porsche 956    | 136 |
| 6               | C        | 6  | Euro TV Mirabella Racing          | Paolo Barilla Giorgio Francia                          | Lancia LC2     | 134 |
| 7               | C        | 4  | Martini Racing                    | Riccardo Patrese Teo Fabi                              | Lancia LC2     | 132 |
| 8               | C        | 15 | Joest Racing Team                 | Dieter Schornstein Jean-Michel Martin Louis Kages      | Porsche 936C   | 127 |
| 9               | C        | 14 | Canon Racing                      | Jan Lammers Thierry Boutsen                            | Porsche 956    | 127 |
| 10              | C        | 56 | Kannacher GT Racing W. J. Schafer | Bruno Sotty Valentin Bertapelle Gérard Cuynet          | URD C81        | 121 |
| 11              | C        | 5  | Martini Racing                    | Piercarlo Ghinzani Teo Fabi Michele Alboreto           | Lancia LC2     | 118 |
| 12              | B        | 89 | Jens Winther                      | Jens Winther David Mercer Frank Jelinski               | BMW M1         | 118 |
| 13              | B        | 93 | Charles Ivey Racing               | John Cooper Paul Smith David Ovey                      | Porsche 930    | 111 |
| 14              | C Junior | 62 | Manns Racing                      | Roy Baker David Palmer                                 | Harrier RX83C  | 109 |
| 15              | B        | 91 | Edgar Dören                       | Jürgen Hamelmann Alexandre Yvon                        | Porsche 930    | 107 |
| 16              | B        | 98 | E. B. R. T.                       | Peter Reuter Anton Hüweller Bruno Beilcke              | Porsche 930    | 106 |
| Nicht klassiert |          |    |                                   |                                                        |                |     |
| 17              | B        | 96 | Michel Lateste                    | Michel Lateste Michel Bienvault                        | Porsche 930    |     |
| Ausgefallen     |          |    |                                   |                                                        |                |     |
| 18              | C        | 39 | Viscount Downe Aston Martin       | Ray Mallock Mike Salmon                                | Nimrod NRA/C2B | 109 |
| 19              | C        | 12 | Sorga S.A.                        | Volkert Merl Hans Heyer Bob Wollek                     | Porsche 956    | 90  |
| 20              | C        | 21 | Porsche Kremer Racing             | Derek Warwick Franz Konrad                             | Porsche 956    | 45  |
| 21              | B        | 92 | Georg Memminger                   | Georg Memminger Heinz Kuhn-Weiss                       | Porsche 930    | 44  |
| 22              | C        | 43 | Jägermeister Ford Zakspeed Team   | Klaus Ludwig Klaus Niedzwiedz                          | Zakspeed C1/4  | 30  |
| 23              | C        | 34 | Cheetah Cars                      | Jean-Pierre Jaussaud Loris Kessel Laurent Ferrier      | Cheetah G603   | 26  |
| 24              | B        | 90 | Racing Team Jürgensen             | Edgar Dören Hans Christian Jürgensen Helmut Gall       | BMW M1         | 20  |
| 25              | C Junior | 63 | Vesuvio Racing SRL                | Carlo Facetti Martino Finotto                          | Alba AR2       | 16  |
| 26              | B        | 97 | Probst und Mentel                 | Helge Probst Knuth Mentel Norbert Haug                 | Porsche 928S   | 13  |
| 27              | C        | 8  | Sorga S.A.                        | Stefan Johansson Bob Wollek                            | Porsche 956    | 6   |
| 28              | C        | 57 | Kannacher GT Racing W. J. Schafer | Jürgen Kannacher Walter Lechner senior Wolfgang Boller | URD C83        | 1   |
| Nicht gestartet |          |    |                                   |                                                        |                |     |
| 29              | C        | 22 | Porsche Kremer Racing             | Huub Rothengatter Kees Kroesemeijer                    | Porsche CK5    | 1   |

1 Unfall im Training

### Nur in der Meldeliste
Hier finden sich Teams, Fahrer und Fahrzeuge, die ursprünglich für das Rennen gemeldet waren, aber aus den unterschiedlichsten Gründen daran nicht teilnahmen.
| Pos. | Klasse   | Nr. | Team                              | Fahrer                                               | Chassis          |
| ---- | -------- | --- | --------------------------------- | ---------------------------------------------------- | ---------------- |
| 30   | C        | 13  | Yves Courage                      |                                                      | Cougar 10B       |
| 31   | C        | 17  | Tiga Racing Services Ltd.         | Neil Crang                                           | Tiga GC83        |
| 32   | C        | 37  | Brun Motorsport GmbH              |                                                      | Sehcar C6        |
| 33   | C        | 46  | Sauber Racing Switzerland         |                                                      | Sauber C7        |
| 34   | C        | 51  | Sivama Motors                     | Oscar Larrauri Massimo Sigala                        | Lancia LC1       |
| 35   | C        | 52  | Sivama Motors                     | Joe Castellano Duilio Truffo                         | Lancia LC1       |
| 36   | C        | 54  | Kannacher GT Racing W. J. Schafer | Teddy Pilette Jean-Paul Libert Hubert de Spiegelaere | Kannacher Gepard |
| 37   | C Junior | 65  | François Duret                    |                                                      | De Cadenet Lola  |
| 38   | C Junior | 66  | Gebhardt Motorsport               | Cliff Hansen                                         | Gebhardt JC02    |
| 39   | B        | 88  | Kurt König                        | Kurt König Bruno Beilcke                             | BMW M1           |
| 40   | B        | 95  | Equipe Alméras Freres             | Jean-Marie Alméras Jacques Guillot Roland Biancone   | Porsche 930      |
| 41   | B        | 99  | Maurice Dantinne                  | Maurice Dantinne Pierre Vaillant                     | Ferrari 308 GTB  |
| 42   | B        | 100 | Team Krautol Farben               | Kurt Hild Martin Wagenstetter                        | BMW 320i         |
| 43   | B        | 101 | Rolf Rummel                       | Rolf Rummel                                          | BMW 320i         |
| 44   | B        | 102 | Raymond Boutinaud                 | Raymond Boutinaud                                    | Porsche 928S     |

### Klassensieger
| Klasse   | Fahrer       | Fahrer       | Fahrer         | Fahrzeug      | Platzierung im Gesamtklassement |
| -------- | ------------ | ------------ | -------------- | ------------- | ------------------------------- |
| C        | Jochen Mass  | Jacky Ickx   |                | Porsche 956   | Gesamtsieg                      |
| C Junior | Roy Baker    | David Palmer |                | Harrier RX83C | Rang 14                         |
| B        | Jens Winther | David Mercer | Frank Jelinski | BMW M1        | Rang 12                         |

### Renndaten
- Gemeldet: 44
- Gestartet: 28
- Gewertet: 16
- Rennklassen: 3
- Zuschauer: unbekannt
- Wetter am Renntag: kühl und wolkig
- Streckenlänge: 6,949 km
- Fahrzeit des Siegerteams: 5:44:33,520 Stunden
- Gesamtrunden des Siegerteams: 144
- Gesamtdistanz des Siegerteams: 1004,656 km
- Siegerschnitt: 174,250 km/h
- Pole Position: Jacky Ickx – Porsche 956 (#1) – 2:09,300 = 193,476 km/h
- Schnellste Rennrunde: Stefan Bellof – Porsche 956 (#2) – 2:14,110 = 185,536 km/h
- Rennserie: 5. Lauf zur Sportwagen-Weltmeisterschaft 1983